# Lamprohiza morio
Lamprohiza morio là một loài bọ cánh cứng trong họ Đom đóm (Lampyridae). Loài này được Baudi di Selve miêu tả khoa học năm 1875.